# Margaret Mahy
Margaret Mahy (Whakatane, Nueva Zelanda, 21 de marzo de 1936 - Christchurch, 23 de julio de 2012) fue una bibliotecaria y escritora neozelandesa de literatura infantil y juvenil.
Nació en Whakatane, Nueva Zelanda, Margaret estudió en la Universidad de Auckland y en la Universidad de Canterbury, comenzó a trabajar como bibliotecaria escolar en 1956 en Wellington, dentro del sistema bibliotecario de Nueva Zelanda. Empezó a publicar  en 1969 y prosiguió con sus cuentos e historias en la década de los 70, abandonando su carrera profesional y dedicándose plenamente a la literatura.
"A partir de los años 80, escribió para jóvenes, en las que no dudaba en acercarse a temas como los celos, el abandono parental, las enfermedades mentales, e incluso la muerte."
En 1991, se creó el Premio Margaret Mahy para premiar obras infantiles y juveniles.
En 2006, Margaret Mahy recibió el Premio Hans Christian Andersen, el premio más importante de literatura infantil y juvenil.
Margaret Mahy falleció el día 23 de julio de 2012 a los 76 años en Christchurch. 